# Världsmästerskapen i artistisk gymnastik 2023
Världsmästerskapen i artistisk gymnastik 2023 arrangerades på Sportpaleis i Antwerpen i Belgien mellan den 30 september och 8 oktober 2023. Det var tredje gången Antwerpen var värd för VM efter att tidigare varit värd vid det första världsmästerskapet 1903 samt 2013.

## Medaljörer
Namnen i kursiv stil är lagens reserver.
| Gren                 | Guld                                                                                    | Silver                                                                                            | Brons |
| Herrar               |                                                                                         |                                                                                                   | |
| Lagmångkamp          | Japan Kenta Chiba Daiki Hashimoto Kazuma Kaya Kazuki Minami Kaito Sugimoto Teppei Miwa  | Kina Lin Chaopan Liu Yang Su Weide Sun Wei You Hao Shi Cong                                       | USA Asher Hong Paul Juda Yul Moldauer Fred Richard Khoi Young Colt Walker                                        |
| Individuell mångkamp | Daiki Hashimoto                                                                         | Illja Kovtun                                                                                      | Fred Richard |
| Fristående           | Artem Dolgopyat                                                                         | Kazuki Minami                                                                                     | Milad Karimi |
| Bygelhäst            | Rhys McClenaghan                                                                        | Khoi Young                                                                                        | Ahmad Abu Al-Soud                                                                                                |
| Ringar               | Liu Yang                                                                                | Eleftherios Petrounias                                                                            | You Hao |
| Hopp                 | Jake Jarman                                                                             | Khoi Young                                                                                        | Nazar Tjepurnyj                                                                                                  |
| Barr                 | Lukas Dauser                                                                            | Shi Cong                                                                                          | Kaito Sugimoto                                                                                                   |
| Räck                 | Daiki Hashimoto                                                                         | Tin Srbić                                                                                         | Su Weide |
| Damer                |                                                                                         |                                                                                                   | |
| Lagmångkamp          | USA Simone Biles Skye Blakely Shilese Jones Joscelyn Roberson Leanne Wong Kayla DiCello | Brasilien Rebeca Andrade Jade Barbosa Lorrane Oliveira Flávia Saraiva Júlia Soares Carolyne Pedro | Frankrike Marine Boyer Lorette Charpy Mélanie de Jesus dos Santos Coline Devillard Morgane Osyssek Djenna Laroui |
| Individuell mångkamp | Simone Biles                                                                            | Rebeca Andrade                                                                                    | Shilese Jones |
| Hopp                 | Rebeca Andrade                                                                          | Simone Biles                                                                                      | Yeo Seo-jeong |
| Barr                 | Qiu Qiyuan                                                                              | Kaylia Nemour                                                                                     | Shilese Jones |
| Bom                  | Simone Biles                                                                            | Zhou Yaqin                                                                                        | Rebeca Andrade                                                                                                   |
| Fristående           | Simone Biles                                                                            | Rebeca Andrade                                                                                    | Flávia Saraiva                                                                                                   |

## Medaljtabell
*   Värdland ( Belgien)
| Nr                   | Nation               | Guld | Silver | Brons | Totalt |
| -------------------- | -------------------- | ---- | ------ | ----- | ------ |
| 1                    | USA                  | 4    | 3      | 4     | 11     |
| 2                    | Japan                | 3    | 1      | 1     | 5      |
| 3                    | Kina                 | 2    | 3      | 2     | 7      |
| 4                    | Brasilien            | 1    | 3      | 2     | 6      |
| 5                    | Irland               | 1    | 0      | 0     | 1      |
| 5                    | Israel               | 1    | 0      | 0     | 1      |
| 5                    | Storbritannien       | 1    | 0      | 0     | 1      |
| 5                    | Tyskland             | 1    | 0      | 0     | 1      |
| 9                    | Ukraina              | 0    | 1      | 1     | 2      |
| 10                   | Algeriet             | 0    | 1      | 0     | 1      |
| 10                   | Grekland             | 0    | 1      | 0     | 1      |
| 10                   | Kroatien             | 0    | 1      | 0     | 1      |
| 13                   | Frankrike            | 0    | 0      | 1     | 1      |
| 13                   | Jordanien            | 0    | 0      | 1     | 1      |
| 13                   | Kazakstan            | 0    | 0      | 1     | 1      |
| 13                   | Sydkorea             | 0    | 0      | 1     | 1      |
| Totalt (16 nationer) | Totalt (16 nationer) | 14   | 14     | 14    | 42     |